# Toru Kawashima
Toru Kawashima (født 4. juni 1970, død 19. januar 2024) var en japansk fodboldspiller.
Han spillede i sin karriere for flere forskellige klubber, herunder Gamba Osaka.